# Gul fingerborgsblomma
Gul fingerborgsblomma (Digitalis grandiflora) är en växtart.